# Quail Mountain
Quail Mountain je s nadmořskou výškou 1 772 m nejvyšší hora pohoří Little San Bernardino Mountains a nejvyšší hora Národního parku Joshua Tree. Nachází se v Riverside County, na jihu Kalifornie.
Leží v severovýchodní části pohoří a severozápadní části národního parku.
Hora je součástí systému horských pásem Transverse Ranges, respektive Pobřežního pásma.